# Michael Glasder
Michael „Mike“ J. Glasder (* 27. März 1989 in Lake Forest, Illinois) ist ein US-amerikanischer Skispringer.

## Werdegang
Glasder gab sein internationales Debüt am 14. Februar 2004 im Continental Cup beim Springen in Westby, Vereinigte Staaten. Nach einem 53. Platz startete er erst ein Jahr später erneut im Continental Cup auf der gleichen Schanze.
Bei den Junioren-Weltmeisterschaften 2005 erreichte er im finnischen Rovaniemi im Einzelspringen den 52. Platz und im Teamspringen den 11. Platz. Ein Jahr darauf startete er bei den Junioren-Weltmeisterschaften 2006 im slowenischen Kranj erneut und landete auf dem 40. Platz im Einzel und dem achten Rang im Teamspringen. Es folgte eine weitere Saison im Continental Cup. Bei den Junioren-Weltmeisterschaften 2007 im italienischen Tarvisio wurde er im Einzelspringen nur 60. und konnte auch im Teamspringen mit Platz 14 nicht überzeugen. Bei den Junioren-Weltmeisterschaften 2009 in Štrbské Pleso wurde er im Einzelspringen auf der Normalschanze überraschend 14. und im Teamspringen erreichte er mit der Mannschaft den zehnten Platz.
Sein erstes Springen im Weltcup absolvierte er im US-amerikanischen Team am 15. Februar 2009 beim Skiflug-Teamwettkampf im Rahmen der FIS-Team-Tour 2009 in Oberstdorf. Er erreichte mit dem Team gemeinsam mit Anders Johnson, Nicholas Fairall und Christopher Lamb den zehnten Platz. Am 16. Januar 2010 qualifizierte er sich im japanischen Sapporo erstmals für ein Weltcup-Einzelspringen, erreichte dort mit Rang 48 aber nicht den zweiten Durchgang. Bei der Skiflug-Weltmeisterschaft 2010 in Planica erreichte er mit der Mannschaft den zehnten Rang, nachdem er im Einzel in der Qualifikation scheiterte. Von 2009 bis 2013 erreichte er drei Podiumsplatzierung als jeweils Dritter im FIS-Cup.
Im Februar 2015 nahm Glasder im schwedischen Falun erstmals an den Nordischen Skiweltmeisterschaften teil. Er startete nur im Einzelwettbewerb auf der Großschanze, in dem er den 46. Platz belegte.
Glasder wurde 2015 US-amerikanischer Meister von der Normalschanze.
Für die Saison 2015/16 wurde er erneut in den Weltcup-Kader berufen, nachdem sein Teamkollege Nicholas Fairall nach seinem Sturz in Bischofshofen weiter im Rollstuhl sitzt. Nachdem er in Klingenthal die Qualifikation noch verpasst hatte, schaffte er diese erstmals in Lillehammer, blieb aber im Wertungsspringen als 43. erneut ohne Weltcup-Punkte. Auch bei der Vierschanzentournee 2015/16 sprang er von Beginn an bei den Qualifikationen mit, konnte sich aber erst in Innsbruck erstmals qualifizieren. Bei der Skiflug-Weltmeisterschaft 2016 am Kulm belegte er den 37. Platz im Einzel. Am 20. Februar 2016 gewann er auf dem Pine Mountain Jump in Iron Mountain erstmals ein Continental-Cup-Springen.
Am 4. Februar 2017 errang er auf der Heini-Klopfer-Skiflugschanze in Oberstdorf als 30. seinen ersten Weltcuppunkt. Sein bis dato bestes Weltcupergebnis erreichte er am 12. Februar 2017 als 29. auf der Ōkurayama-Schanze im japanischen Sapporo. Bei den Nordischen Skiweltmeisterschaften 2017 im finnischen Lahti belegte er in den Einzelwettbewerben die Plätze 49 auf der Normalschanze und 40 auf der Großschanze. Mit der US-amerikanischen Mannschaft wurde er Achter im Mixed-Teamwettbewerb und Elfter im Mannschaftswettbewerb auf der Großschanze.
In der Saison 2017/18 konnte Glasder keine weiteren Weltcuppunkte holen. Er kam nicht über Platz 35 hinaus. Bei der Skiflug-Weltmeisterschaft 2018 in Oberstdorf belegte er den 38. Platz im Einzel. Im Februar 2018 nahm er in Pyeongchang zum ersten Mal an den Olympischen Winterspielen teil und startete dort in allen drei Wettbewerben. Im Einzelwettbewerb auf der Normalschanze belegte er den 32. Platz und im Einzelwettbewerb auf der Großschanze den 46. Platz. Mit der US-amerikanischen Mannschaft wurde er Neunter auf der Großschanze.

## Erfolge

### Continental-Cup-Siege im Einzel
| Nr. | Datum            | Ort           | Typ         |
| --- | ---------------- | ------------- | ----------- |
| 1.  | 20. Februar 2016 | Iron Mountain | Großschanze |

## Statistik

### Weltcup-Platzierungen
| Saison  | Platz | Punkte |
| ------- | ----- | ------ |
| 2016/17 | 67.   | 03     |

### Grand-Prix-Platzierungen
| Saison | Platz | Punkte |
| ------ | ----- | ------ |
| 2017   | 81.   | 04     |